# Haderslev
Hadesrlev (en alemany Hadersleben) és una ciutat danesa de la península de Jutlàndia, és la capital del municipi de Hadesrlev que forma part de la regió de Syddanmark, ambdós creats l'1 de gener del 2007 com a part d'una reforma territorial.
La ciutat es troba al fons del fiord de Hadesrlev a uns 15 km de l'estret del Petit Belt, al final d'una vall glacial, sobre uns dipòsits sorrencs que separen el fiord del llac de Hadesrlev.

## Història
Haderslev és citada per Saxo Grammaticus a principis del segle xiii i el 1292 va rebre la carta municipal. Tanmateix a la zona s'han trobat vestigis molt més antics que daten de l'època vikinga. La ciutat es va assentar al fons del fiord, a prop de la carretera que duia a Ribe, la ciutat més antiga de Dinamarca i d'Årøsund, des d'on sortia el ferri a l'illa de Fiònia durant l'edat mitjana.
El 1327 es menciona per primer cop el castell reial de la ciutat, el Haderslevhus, que era a l'est de la catedral. Durant els segles següents la prosperitat de la ciutat va permetre bastir una catedral gòtica i un altre castell que era similar al de Kronborg però va ser destruït pel foc l'any 1644.
Abans de la Segona Guerra de Schleswig (1864) la ciutat pertanyia al Ducat de Schleswig. A partir de llavors va passar a ser part de Prússia, de la Confederació d'Alemanya del Nord i a partir del 1871 part de l'Imperi Alemany. El 1920 els Plebiscits de Schleswig van decidir retornar la part nord de Schleswig (Nordslesvig) a Dinamarca, el 38,6% dels habitants de Haderslev van votar per continuar a Alemanya i el 61,4% a favor de passar a Dinamarca.